# Moosburg
Moosburg an der Isar là một thị xã ở huyện Freising trong bang Bayern, nước Đức. Đô thị Moosburg có diện tích 43,86 km², dân số thời điểm 31 tháng 12 năm 2006 là 17.444 người.
Đây là phố cổ nhất giữa Regensburg và Italia, nằm bên sông Isar tại khu vực có độ cao 421 m.